# Chamaetylas choloensis
Chamaetylas choloensis é uma espécie de ave da família Muscicapidae.
Pode ser encontrada nos seguintes países: Malawi e Moçambique.
Os seus habitats naturais são: regiões subtropicais ou tropicais húmidas de alta altitude.
Está ameaçada por perda de habitat.